# Carlos Duarte Silva
Carlos Duarte Silva (Desterro, 17 de março de 1827 – Desterro, 6 de janeiro de 1876) foi um comerciante e político brasileiro.

## Biografia
Filho de Carlos Maria Duarte Silva e de Custóia Bernardina da Luz Duarte Silva.
Filiado ao Partido Liberal, foi deputado à Assembleia Legislativa Provincial de Santa Catarina na 10ª legislatura (1854 — 1855), na 11ª legislatura (1856 — 1857), na 13ª legislatura (1860 — 1861), e na 16ª legislatura (1866 — 1867).